# Wojska chemiczne

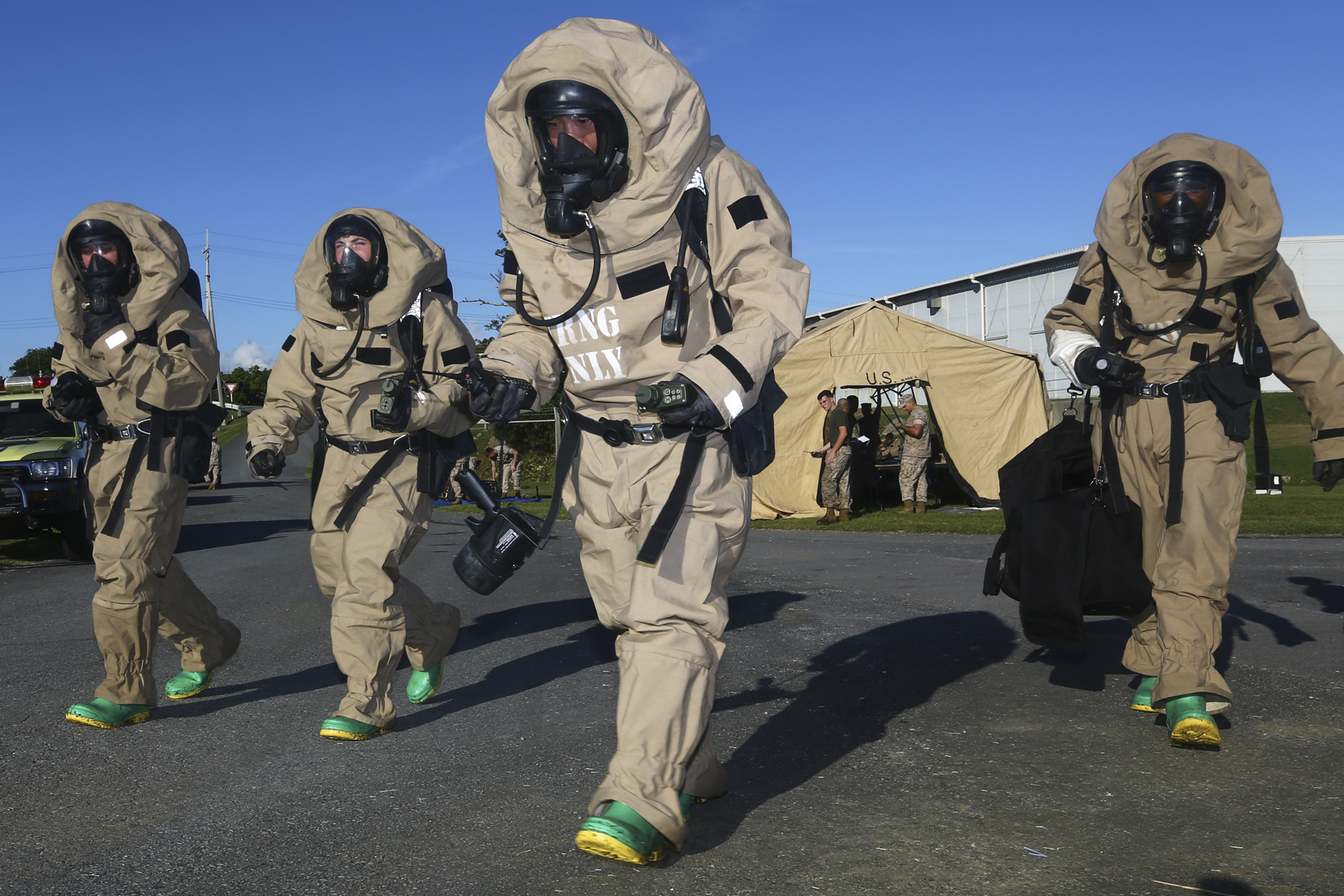
Żołnierze wojsk chemicznych w specjalistycznych skafandrach ochronnych

Wojska chemiczne – rodzaj wojsk przeznaczony do wykonywania specjalistycznych zadań podczas prowadzenia działań bojowych (wojny) jak i w różnych sytuacjach kryzysowych, np. podczas katastrof. 

## Zadania
Wśród zadań wojsk chemicznych w warunkach bojowych znajdują się:
- określanie skutków użycia broni masowego rażenia i warunków meteorologicznych w przyziemnej warstwie atmosfery,
- monitorowanie rozprzestrzeniania się skażeń[1],
- prowadzenie zabiegów sanitarnych żołnierzy, odkażenie ich umundurowania, oporządzenia oraz indywidualnych środków ochrony przed skażeniami, sprzętu bojowego, odcinków dróg, powierzchni terenu i obiektów infrastruktury,
- stawiania zasłon dymnych,
- rażenie przeciwnika miotaczami ognia i wywoływanie pożarów w środowisku.

Z kolei do zadań wykonywanych przez wojska chemiczne w sytuacjach kryzysowych zalicza się:
- uczestnictwo w monitoringu zmian zachodzących w sytuacji chemicznej i radiologicznej w określonym obszarze (okręgu, regionu, kraju),
- utrzymywanie w gotowości do użycia i wydzielanie do akcji ratowniczej, chemicznych i radiacyjnych zespołów awaryjnych (ChRZA),
- współdziałanie z jednostkami ratowniczymi w usuwaniu:
  - skutków awarii chemicznych,
  - wypadków radiacyjnych,
  - zagrożeń epidemiologicznych (np. po powodziach),
- wykonywanie zadań wynikających z umów międzynarodowych.

## Jednostki Wojsk Chemicznych w Polsce

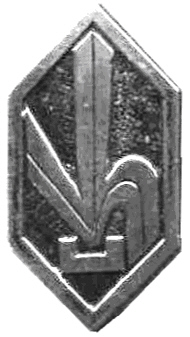
Korpusówka wojsk chemicznych

- Wojskowy Instytut Chemii i Radiometrii
- Centralny Ośrodek Analizy Skażeń
- Wojska Lądowe:
  - 4 pułk chemiczny w Brodnicy
  - 5 pułk chemiczny w Tarnowskich Górach
- Marynarka Wojenna:
  - 8 Flotylla Obrony Wybrzeża
    - kompania chemiczna 8 batalionu saperów MW w Dziwnowie

  - 3 Flotylla Okrętów
    - kompania chemiczna 43 batalionu saperów w Rozewiu
- Siły Powietrzne:
  - 6 batalion chemiczny Sił Powietrznych w Śremie

## Święto Wojsk Chemicznych
Wojska Chemiczne obchodzą swoje święto 6 czerwca.